# Guttera
Guttera Wagler, 1832 è un genere di uccelli della famiglia Numididae.

## Tassonomia
Comprende le seguenti specie
- Guttera plumifera (Cassin, 1857) - faraona piumata
- Guttera verreauxi (Eliot, 1870) - faraona crestata occidentale
- Guttera pucherani (Hartlaub, 1861) - faraona dal ciuffo
- Guttera edouardi (Hartlaub, 1867) - faraona crestata meridionale